# (15105) 2000 BJ4
A (15105) 2000 BJ4 egy kisbolygó a Naprendszerben. A LINEAR projekt keretében fedezték fel 2000. január 21-én.